# Idioscopus freytagi
Idioscopus freytagi är en insektsart som beskrevs av Ahmed, S. Naheed och M. Ahmed 1980. Idioscopus freytagi ingår i släktet Idioscopus och familjen dvärgstritar. Inga underarter finns listade i Catalogue of Life.